# Opecarcinus hypostegus
Opecarcinus hypostegus is een krabbensoort uit de familie van de Cryptochiridae. De wetenschappelijke naam van de soort is voor het eerst geldig gepubliceerd in 1977 door Shaw & Hopkins.